# Lactoris fernandeziana
Lactoridiaceae là một họ trong thực vật có hoa. Loài duy nhất của họ này là Lactoris fernandeziana, một dạng cây bụi đặc hữu trên quần đảo Juan Fernández ở Chile. Tinh dầu của nó có một số công dụng trong công nghiệp.
Hệ thống APG II năm 2003 (không thay đổi so với hệ thống APG năm 1998), cũng công nhận họ này và đặt nó trong bộ Hồ tiêu (Piperales) của phức hợp Mộc lan (magnoliids). Tuy nhiên, trên website của APG, được truy cập ngày ngày 17 tháng 11 năm 2006 thì họ này chỉ được coi là một chi (Lactoris) trong họ Aristolochiaceae.